# Gerald William Duke
Sir Gerald William Duke, britanski general, * 1910, † 1992.